# Pendlerpauschale
Das Pendlerpauschale dient im österreichischen Einkommensteuerrecht zur pauschalen Abgeltung von Kosten für tägliche Fahrten von Pendlern zwischen Wohnung und Arbeitsstätte. Arbeitnehmer in Österreich haben unter bestimmten Voraussetzungen Anspruch auf diesen Freibetrag, der mittels des Formblattes L34 beantragt werden muss.

## Funktionsweise, Voraussetzungen und Höhe

### Inanspruchnahme
Das Pendlerpauschale gilt nach § 16 Abs. 1 Z 6 Einkommensteuergesetz (EStG) 1988 als eine Form der Werbungskosten und steht für Fahrten ab zwei beziehungsweise 20 km Entfernung zwischen Wohnort und Arbeitsplatz zu. Mit den Pauschalbeträgen werden die angenommenen Kosten ab dieser Entfernung abgegolten. Die Fahrtkosten für Fahrten zwischen Wohnung und Arbeitsplatz unter 20 km werden hingegen mit dem „Verkehrsabsetzbetrag“ (2024: 468 Euro pro Jahr, erhöhter Verkehrsabsetzbetrag 798 Euro) abgegolten, welcher jedem Arbeitnehmer ohne Antrag allgemein zugesprochen wird.
Grundsätzlich bestehen zwei Möglichkeiten der Inanspruchnahme: Das Pendlerpauschale kann entweder vom Arbeitgeber bei der monatlichen Gehaltsabrechnung berücksichtigt werden (in diesem Falle ist das Formular L34 dem Arbeitgeber vorzulegen) oder es wird im Zuge der durch den Arbeitnehmer selbst durchgeführten jährlichen Meldung zur Arbeitnehmerveranlagung (früher: „Jahresausgleich“) vom Finanzamt direkt vergütet, indem der zustehende Betrag für das gesamte Kalenderjahr vom Jahreseinkommen abgezogen wird (Formular L34 ist in diesem Fall der Erklärung zur Arbeitnehmerveranlagung beizulegen).

### Höhe
Das Pauschale wird von Zeit zu Zeit dem allgemeinen Preisniveau angeglichen. Ab Mai 2022 wurde das Pauschale befristet bis zum 30. Juni 2023 um 50 % angehoben.

#### Kleine Pendlerpauschale
Das kleine Pendlerpauschale gilt für Arbeitnehmer, deren Arbeitsplatz mehr als 20 km von der Wohnung entfernt ist und bei denen die „Benutzung öffentlicher Verkehrsmittel möglich und zumutbar“ ist:
```
   Grenzen (monatliche Beträge ab 07/2023):
   * ab 20 km: EUR  58,—
   * ab 40 km: EUR 113,—
   * ab 60 km: EUR 168,—
```

#### Große Pendlerpauschale
Das große Pendlerpauschale gilt für Arbeitnehmer, deren Arbeitsplatz mehr als 2 km von der Wohnung entfernt ist, bei denen jedoch die „Benutzung eines öffentlichen Verkehrsmittels nicht möglich oder nicht zumutbar“ ist:
```
  Grenzen (monatliche Beträge ab 07/2023):
  * ab 2 km:    EUR  31,—
  * ab 20 km:   EUR 123,—
  * ab 40 km:   EUR 214,—
  * ab 60 km:   EUR 306,—
```

#### Regelung für Arbeitnehmer in Teilzeit
Das volle Pendlerpauschale (große oder kleine) steht einem Arbeitnehmer erst dann zu, wenn er an mindestens elf Tagen pro Monat den Arbeitsweg beschreitet. Seit 1. Jänner 2013 ist es auch Teilzeitkräften möglich, ein Pendlerpauschale zu erhalten. Fährt ein Arbeitnehmer an mindestens vier, aber maximal sieben Tagen im Monat zur Arbeit steht ihm ein Pendlerpauschale in Höhe von einem Drittel des vollen Betrages zu. Sind es mindestens acht, aber maximal zehn Tage im Monat stehen ihm zwei Drittel des vollen Satzes zu.

#### Pendlereuro
So weit Anspruch auf ein Pendlerpauschale besteht, steht Arbeitnehmern zusätzlich ein Pendlereuro zu. Dieser beträgt jährlich 2 Euro pro km Wegstrecke (eine Erhöhung auf 6 Euro ist für 2026 geplant) und wird als steuerlicher Absetzbetrag direkt von der Lohnsteuer abgezogen.

### Zumutbarkeit
Die Benutzung von öffentlichen Verkehrsmitteln ist genau dann nicht zumutbar, wenn:
- zumindest auf dem halben Arbeitsweg kein öffentliches Verkehrsmittel oder nicht zur erforderlichen Zeit verkehrt,
- eine starke Gehbehinderung dauernd vorliegt oder
- folgende Wegzeiten überschritten werden:
  - Bei einem Teilzeitjob gelten eineinhalb Stunden Wegzeit für Hin- und Rückweg als zumutbar – unabhängig vom Ausmaß der Teilzeitbeschäftigung.
  - Bei einem Vollzeitjob gelten zwei Stunden Wegzeit für Hin- und Rückweg zumutbar.
  - Ein Überschreiten der genannten Wegzeiten ist unter besonderen Umständen möglich – z. B. wenn am Wohnort lebende Personen üblicherweise längere Wegzeiten zurücklegen oder besonders günstige Arbeitsbedingungen aus Sicht des Arbeitnehmers angeboten werden.

Die Wegzeit wird berechnet vom Verlassen der Wohnung bis zum Eintreffen beim Arbeitsplatz. Im Falle von unterschiedlichen Wegzeiten für die Hin- und Rückfahrt gilt die jeweils längere Fahrtzeit.

## Volumen und Kritik
Laut einer Studie des Verkehrsclubs Österreich (VCÖ) ist die Anzahl der Bezieher des Pendlerpauschales zwischen 1996 und 2006 von 589.000 auf 737.000 gestiegen. Die aktuellen Zahlen gehen aus einer parlamentarischen Anfrage hervor. Dem Bundesministerium für Finanzen zufolge, gab es in den Jahren 2008 und 2009 rund 850.000 Bezieher des Pendlerpauschales. Im Jahr 2006 wurden 581 Mio. Euro an Pendlerpauschale geltend gemacht, was einer Verdoppelung des Betrages innerhalb von zehn Jahren entspricht. Ebenfalls dem Finanzministerium zufolge wurden in den Jahren 2008 und 2009 rund 800 Mio. Euro geltend gemacht, was Steuermindereinnahmen von rund 320 Mio. Euro verursacht. Aufgrund der Erhöhung des Pendlerpauschales 2011 kam es zu einer weiteren Steigerung. Laut einer aktuellen VCÖ-Aufstellung hat sich das steuerlich geltend gemachte Pendlerpauschale auf hochgerechnet 1,2 bis 1,3 Milliarden Euro im Jahr 2013 erhöht.
Einige Verkehrsexperten kritisieren die negativen Folgen des Pauschales und plädieren für eine Reform oder Abschaffung. Kritikpunkte sind etwa die mangelnde soziale Treffsicherheit und falsche verkehrspolitische Lenkungseffekte.

## Sprachgebrauch in D-A-CH
Der Begriff „Pendlerpauschale“ stammt aus dem österreichischen Steuerrecht. Die (z. B. im Einkommensteuergesetz oder auf der von der österreichischen Bundesregierung betriebenen Website HELP.gv.at) offiziell verwendete und gesetzlich korrekte Bezeichnung lautet „das Pendlerpauschale“ (Neutrum). Demgegenüber ist im alltäglichen Sprachgebrauch in Österreich auch die weibliche Form „die Pendlerpauschale“ gebräuchlich. Der Duden sieht die Neutrum-Form „das Pauschale“ als veraltet an, in der aktuellen Ausgabe zur Rechtschreibung wird bei „Pauschale“ nur der feminine Artikel angeführt. Das Österreichische Wörterbuch hingegen listet den sächlichen Artikel an erster Stelle, sieht aber die Variante mit dem femininen Artikel als gleichberechtigt an.
In Deutschland ist der Ausdruck „Pendlerpauschale“ umgangssprachlich ebenfalls geläufig, die offizielle Bezeichnung lautet dort aber Entfernungspauschale, im Volksmund oft auch „Kilometerpauschale“ genannt. Diese ist – gleich wie das österreichische Pendlerpauschale – nicht zu verwechseln mit dem ebenfalls pauschalierten Kilometergeld, das aber eine Kostenerstattung für Dienstreisen darstellt. Ebenso existiert in der Schweiz die Möglichkeit einer pauschalen Geltendmachung der Fahrtkosten zwischen Wohnung und Arbeitsplatz.